# Walter Schachner
Walter "Schoko" Schachner, född 1 februari 1957, är en österrikisk fotbollsspelare, anfallare och fotbollstränare.
Han gjorde mål för det österrikiska landslaget, både i VM 1978 och VM 1982. Schachner spelade i en rad olika klubbar i Österrike och Italien. Efter den aktiva karriären har Schachner varit tränare. Smeknamnet "Schoko" kommer från att han som barn alltid hade med sig choklad till matcherna.

## Meriter
- 64 A-landskamper/23 mål för Österrikes fotbollslandslag
- VM i fotboll: 1978, 1982

## Klubbar
- 1967-1975 St. Michael
- 1975-1978 DSV Alpine
- 1978-1981 Austria Wien
- 1981-1983 AC Cesena
- 1983-1986 AC Torino
- 1986 SC Pisa
- 1986-1988 US Avellino
- 1988-1989 Sturm Graz
- 1989-1990 DSV Alpine
- 1990 GAK
- 1990 FC Salzburg
- 1991 VSE St. Pölten
- 1991 SR Donaufeld
- 1991-1993 DSV Alpine

## Tränaruppdrag
- Austria Wien
- GAK (oktober 2002 - januari 2006)
  - Österrikisk mästare och cupen 2004
- TSV 1860 München (februari 2006)